# Základní škola a mateřská škola Gustawa Przeczka s polským jazykem vyučovacím v Třinci

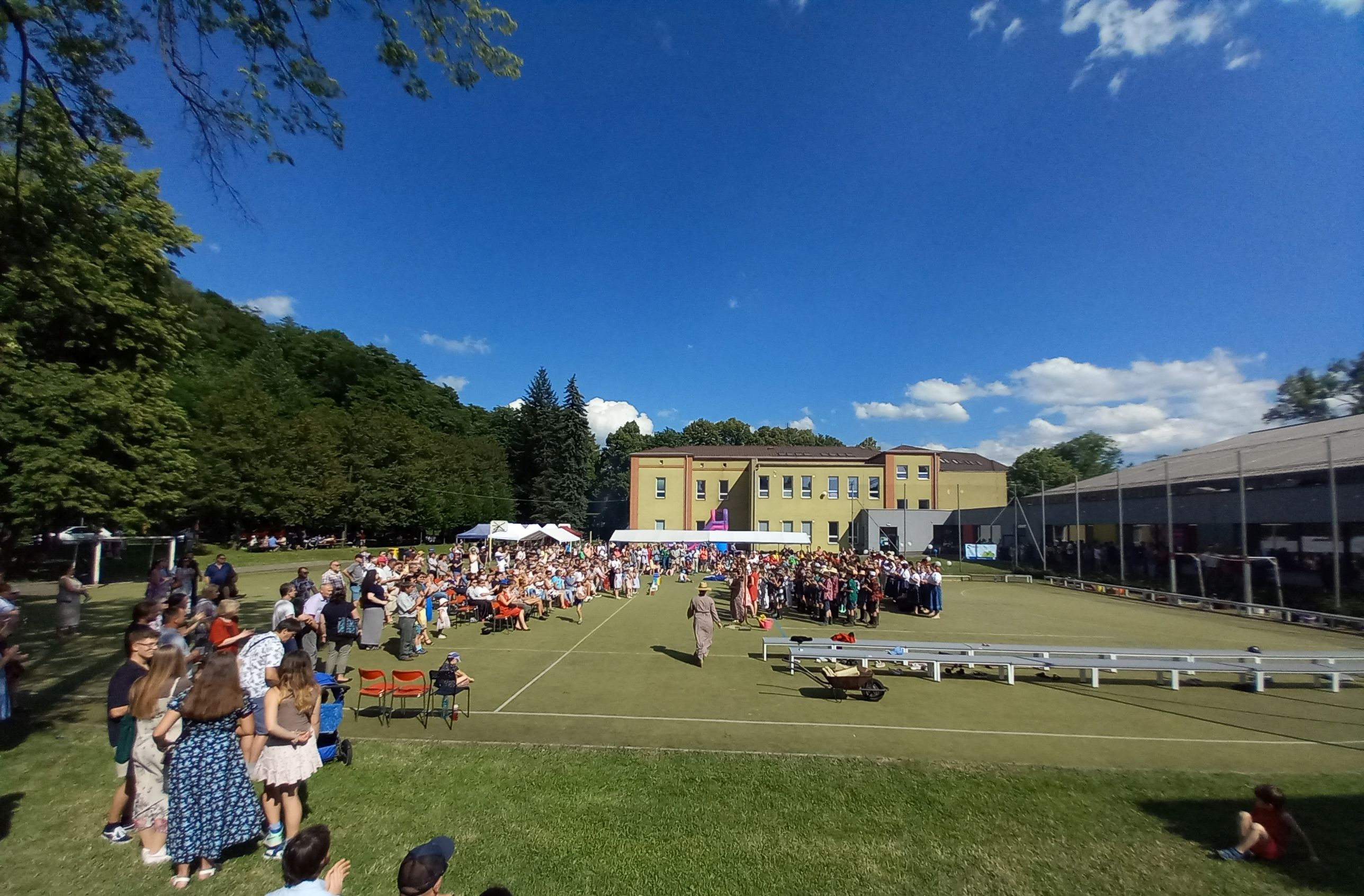
Areál školy

Základní škola a mateřská škola Gustawa Przeczka s polským jazykem vyučovacím v Třinci (též Polska Szkoła Podstawowa, PSP) je MŠ a ZŠ s tradicí od roku 1851. Nabízí výuku v polském jazyce vyučovacím dle standardních osnov Ministerstva školství, platných v ČR. V roce 2023 měla škola přibližně 250 žáků. Škola je pojmenována po svém dlouholetém řediteli (1951–1960) Gustawu Przeczkovi (1913–1974), spisovateli, literátovi, menšinovém aktivistovi, československém politikovi a poslanci Národního shromáždění ČSR.

## Historie

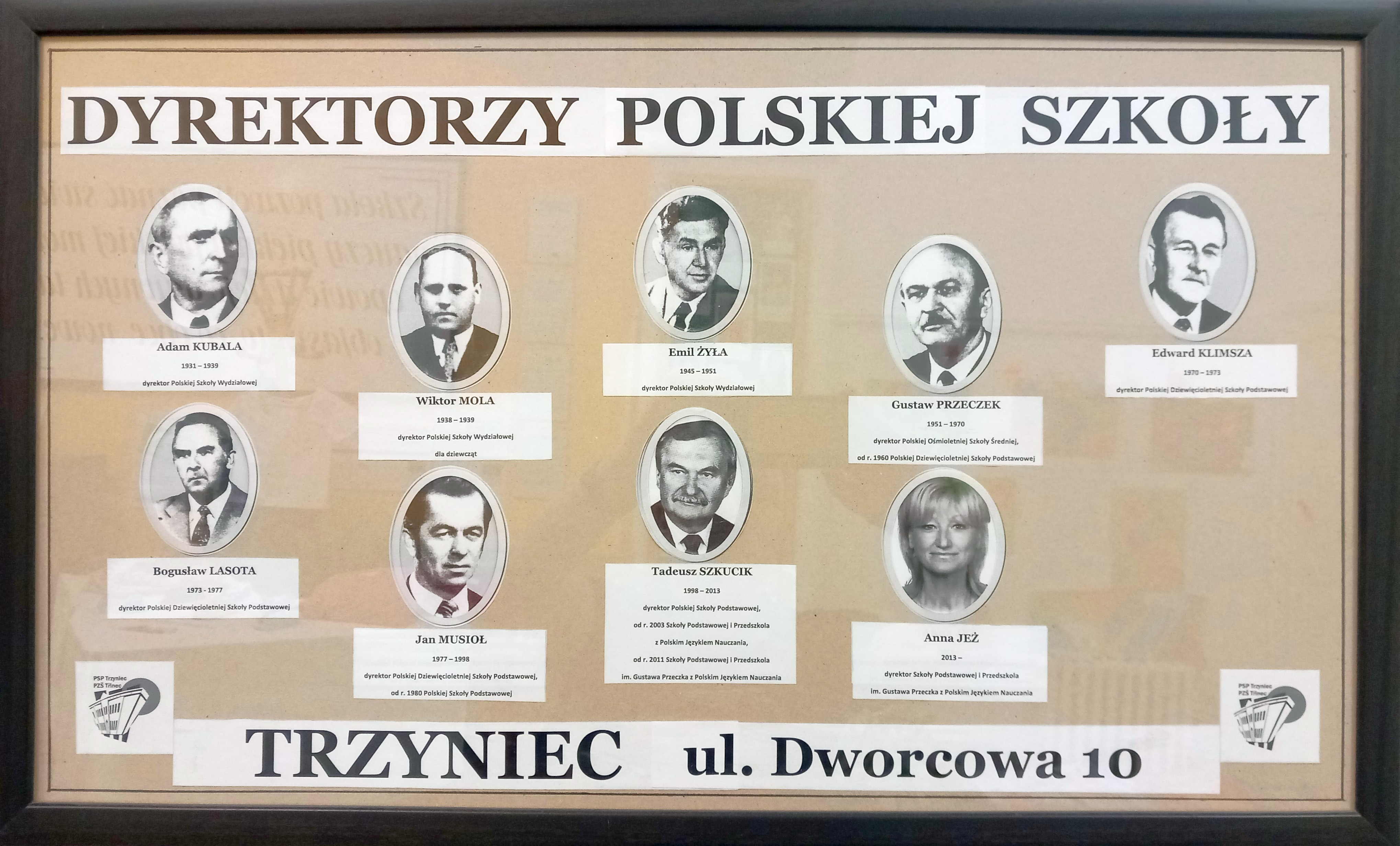
Ředitelé školy

Do poloviny 19. století v Třinci škola nebyla, a tak na popud tehdejšího ředitele Třineckých železáren (tehdy podružného podniku Těšínské komory – hlavní závody byly v Ustroni a v Lískovci) Jana Holečka v roce 1851 vznikla škola pro děti třineckých hutníků, byla to jednotřídka a měla charakter soukromé školy. Výuka probíhala v polském a německém jazyce. 
S rozvojem Třineckých železáren došlo k rozvoji Třince a škola se rozrůstala, v roce 1869 byla zavedená povinná školní docházka na základě Hasnerova zákona. V polovině 90. let 19. století to byla již šestitřídní obecná škola (německy Volksschule, polsky Ludowa) a navštěvovalo ji přes 600 žáků. V školním roce 1899/1900 byly děti rozděleny na dívčí a chlapecké třídy a byla postavena nová budova pro dívky. Stávající hlavní budova byla určena pro chlapce.
V roce 1931 byla zřízena veřejná třítřídní okresní měšťanská škola (tzv. měšťanka, německy Stadtschule či Bürgerschule, polsky Wydziałowa, po roce 1918 nazývaná i v češtině též občanská škola) s polským vyučovacím jazykem pro starší žáky, kterou řídil Adam Kubala. Během 2. světové války byly všechny polské školy uzavřeny a byly zavedeny pouze německé. Po 2. světové válce v hlavní budově sídlil Třinecký obecní úřad (samostatný úřad byl obnoven až v roce 1949). Sídlila zde  měšťanská škola a druhá budova byla určena pro obecnou školu. V roce 1953 sloučením obou stupňů vznikla polská osmiletá základní škola v Třinci, později devítiletá základní škola.
Od roku 1981 byl název školy - Základní škola s polským vyučovacím jazykem, Třinec, Nádražní 10. Od 1. září 2013 je oficiální název školy - Základní škola a Mateřská škola Gustawa Przeczeka s polským jazykem vyučovacím, Třinec, Nádražní 10.
Součásti komplexu budov školy je Sportovní hala Gustawa Przeczka otevřená v roce 2019. Výstavbou došlo ke sloučení obou budov školy a haly do jednoho celku.

## Pobočky
- Základní škola a mateřská škola v Oldřichovicích
- Mateřská škola v Dolní Lištné
- Mateřská škola v Třinci na ul. SNP
- Mateřská škola v Třinci na ul. Štefánika
- Mateřská škola v Neborech

## Ředitelé
- Adam Kubala
- Wiktor Mola
- Emil Zyła
- Gustaw Przeczek (1951-1970)
- Edward Klimsza
- Gogusław Lasota
- Jan Musioł
- Tadeusz Szkucik
- Anna Jeżová
- Jolana Kantorová (od 2024)